# Vaixell escola

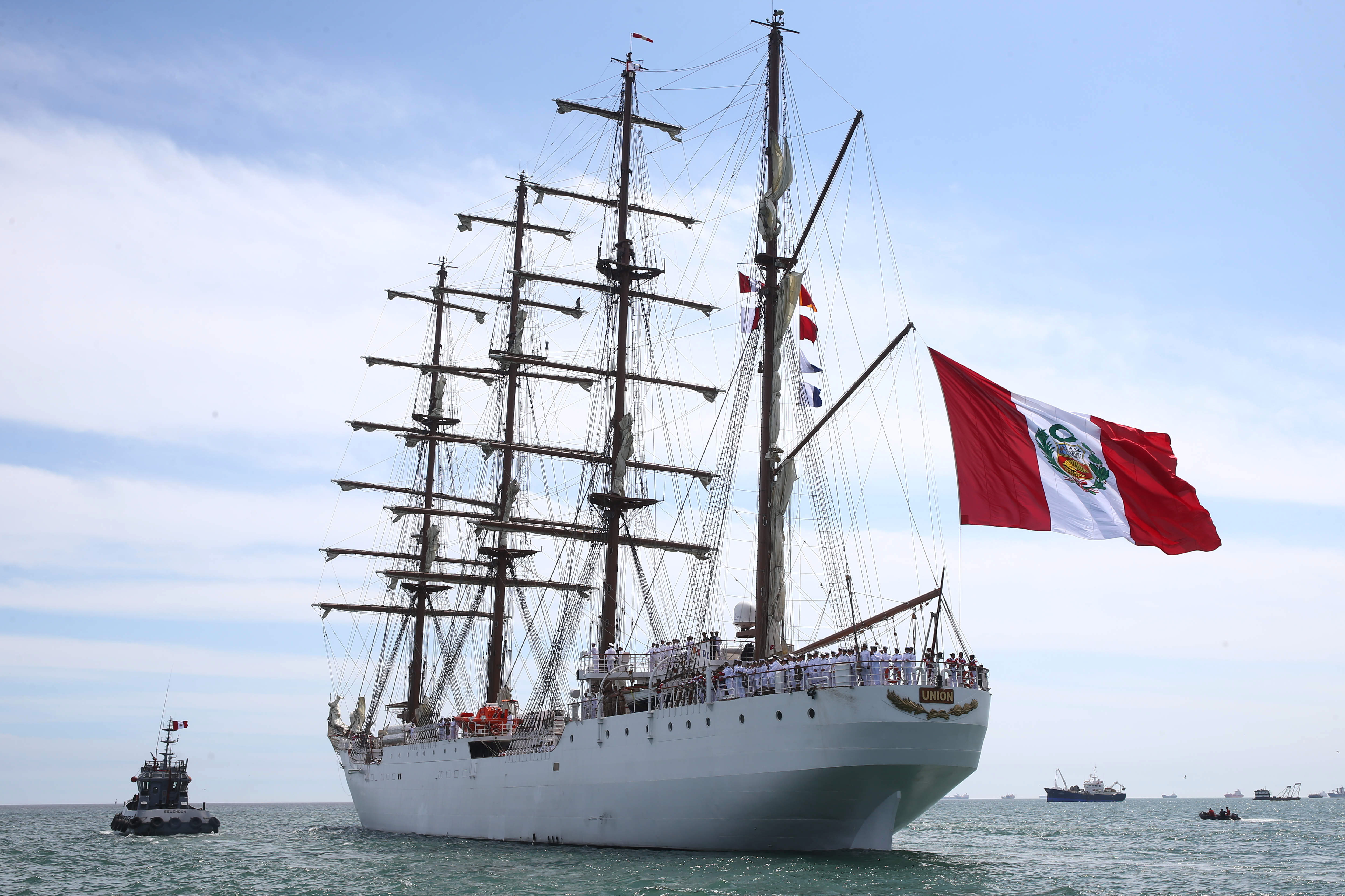
The BAP Union at Callao, in 2017

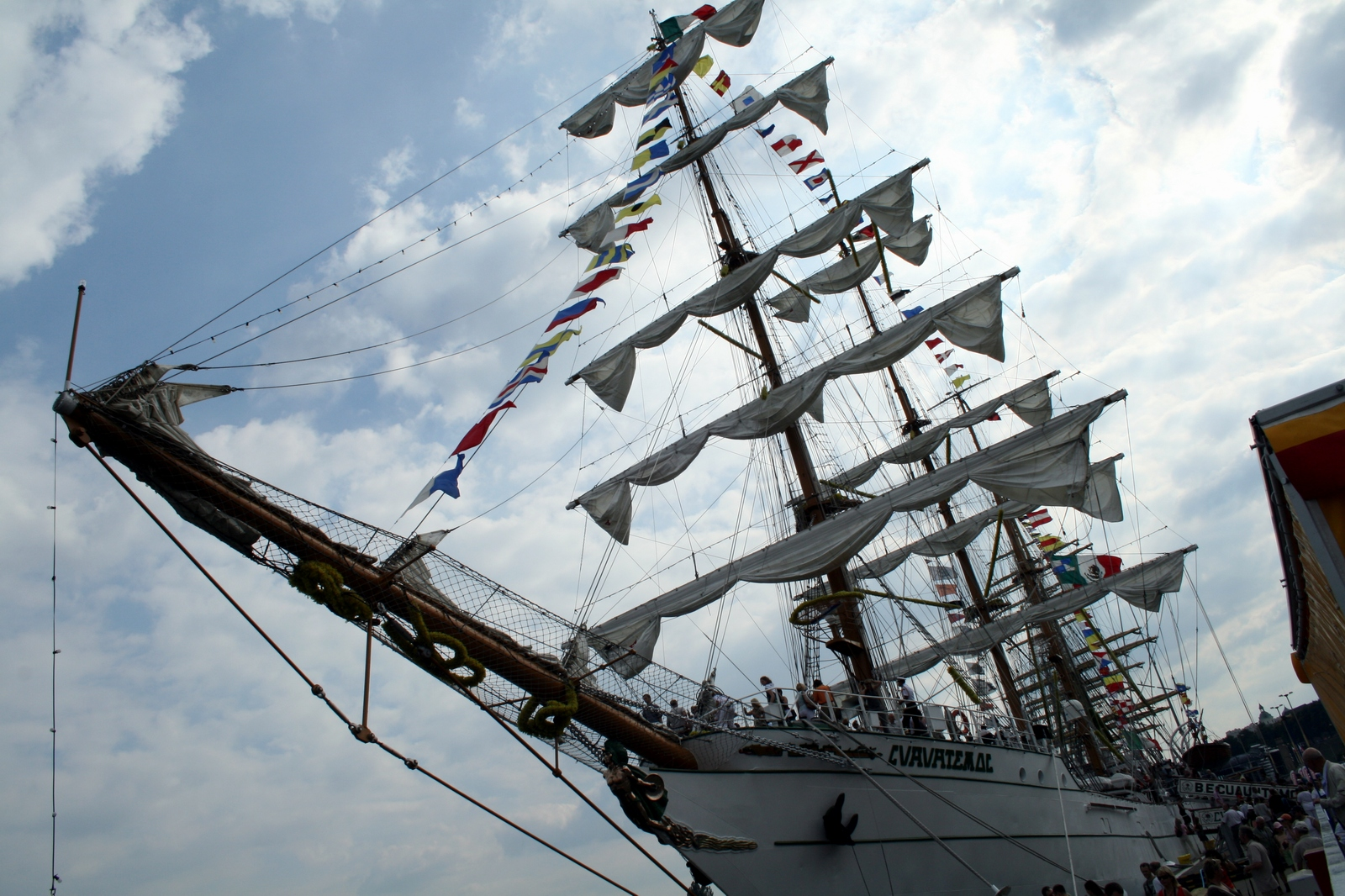
Vaixell Escola Cuauhtémoc.

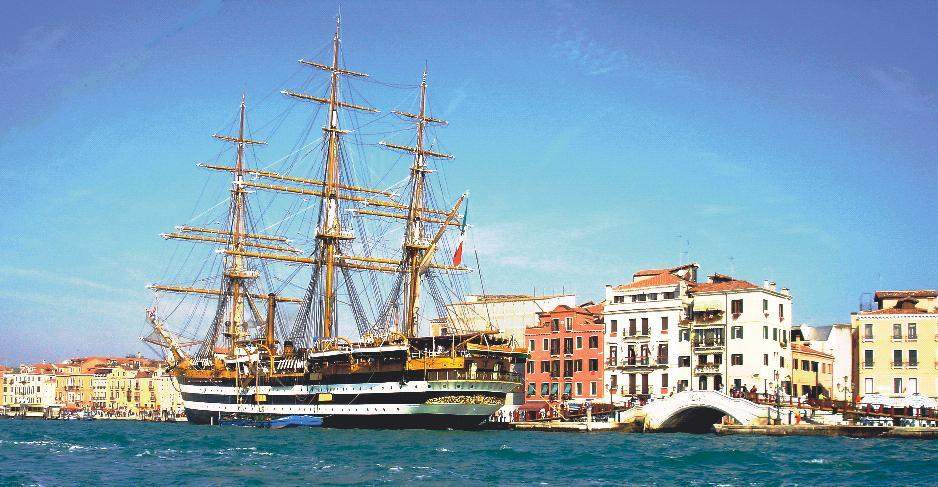
Vaixell escola Amerigo Vespucci.

Un vaixell escola és un vaixell usat per a l'entrenament d'estudiants com a mariners. El terme es fa servir especialment en vaixells emprats per les armades per a entrenar futurs oficials. Essencialment n'hi ha dos tipus: velers emprats com a casa-saló de classe i altres que són usats per a l'entrenament al mar.

## Alguns vaixells escola destacats
- El Corbeta Nautilus, antic vaixell escola de l'Armada d'Espanya
- El NRP Sagresde la Marina Portuguesa
- El Pamir
- L'ARC Glòria de l'Armada de Colòmbia
- L'Amerigo Vespuccide la Marina Militare d'Itàlia
- L'ARM Cuauhtémoc (BE-01) de l'Armada de Mèxic
- L'Esmeralda de l'Armada de Xile
- El BAE Guayas de l'Armada de l'Equador
- El Juan Sebastián Elcano de l'Armada d'Espanya
- El Gorch Fock, de la Bundesmarine (Alemanya)
- El Kruzenshtern de l'armada de Rússia
- L'ARA Llibertat (Q-2) de l'Armada Argentina
- El Mercator, antic vaixell escola de la marina belga
- El NRP Sagres de la Marina Portuguesa
- L'ARBV Simón Bolívar (BE-11) de l'Armada Nacional de Veneçuela
- El NVE Cigne Branco de la Marina del Brasil
- L'STS Donar Młodzieży de la Marina Polonesa
- El Capità Miranda de l'Armada de l'Uruguai